# KFUM Lundagård
KFUM Lundagård är en förening känd mest som ungdomsklubb i handboll. KFUM Lundagård bildades 1952 och är en stadsdelsförening i Lund. Klubben inriktar sig främst på att ge växande generationer i närområdet en meningsfull och rolig fritidssysselsättning.

## Herrverksamhet
Föreningen hade sin verksamhet centralt i Lund till 1984 då man flyttade till Gunnesbo. I detta nybyggda stadsområde växte klubben kraftigt och hade som mest 800 medlemmar.  Föreningen var framgångsrikast på 1990-talet på pojksidan. Man vann USM-guld för pojkar (årsklassen under juniorer) födda 1980 och 1982. Klubben har fostrat flera kända spelare Carl Johan Andersson, utlandsproffs i Spanien, Olof Ask, proffs i Danmark, Oscar Jensen, U21-världsmästare 2003, Christoffer Geissler och hans bror Sebastian Geissler och på senare år Felix Kasch och Jonatan Leijonberg. Andreas Palicka började spela handboll i föreningen.

## Damverksamhet
På flicksidan lyckades man år 2010/2011 vinna USM med A-flickor födda 1994 och tog silver med flickor födda 1991 år 2007/2008. Under åren har man fostrat många rätt kända spelare, främst Johanna Wiberg som blev en världsstjärna och lagkapten för svenska damlandslaget. Flera kända spelare på damsidan är Vanessa Tellenmark och Ebba Engdahl som båda spelat i svenska ungdomslandslagen. Även målvakten Ilse Köhne, som var med i guldlaget 2011, är känd men hon är inte fostrad i Lundagård från begynnelsen.
Många elitspelare i Lugi har haft klubben som moderklubb. Den tidiga 90-tals generationen var så framgångsrik när man började spela i seniorserierna under namnet H43/Lundagård vann de direkt division två, och sedan direkt division ett södra och var klara för elitserien 2010/2011. Man spelade tre år i elitserien och tog sig till slutspel 2013. Strax efter detta meddelade H43 Lunds styrelse att man drog sig ur Elitserien. Klubben åkte alltså inte ut ur elitserien på sportsliga grunder. Sedan spelade KFUM Lundagård i Damallsvenskan, näst högsta serien, med viss framgång.
2015 kvalade man till Elitserien. Två förgrundsspelare i klubben på senare år var tvillingarna Betty Svensson och Inez Svensson, som efter 2016 lämnade klubben för att spela i Eslövs IK. Betty Svensson hade då säsongen 2015/2016 vunnit skytteligan i damallsvenskan. Efter säsongen 2016-2017 åkte man ut ur damallsvenskan. Man kom näst sist i serien. 2017 börjar man om med ny tränare.